# Дорис Драговић
Доротеа Дорис Будимир (рођ. Драговић) (Сплит, 16. април 1961) хрватска је певачица забавне музике.

## Биографија
Рођена је као Доротеа Драговић и још од детињства су је сви звали Дорис. Године 1981. постаје члан бенда Море, с којим постиже запажен успех, а 1986. почела је њена соло каријера. У истој години, она је представљала Југославију на Песми Евровизије („Eurovision Song Contest 1986“) у Берген (Норвешка) са песмом „Жељо моја“ и заузела 11. место. Након распада Југославије, Драговићева је наставила своју каријеру на хрватској естрадној сцени. Неки од њених највећих хитова су Опило ме вино, Морам, Шаком о стол, Мало ми за срићу триба, Ја ноћас умирем...
Године 1999. Дорис Драговић је представљала Хрватску на Песми Евровизије у Израелу са песмом „Марија Магдалена“ и освојила 4. местo.
Дорис је удата је за Марија Будимира, ранијег ватерполисту из сплитског Јадрана. Дорис Драговић је у сродству са Аном Роје, познатом балерином, педагогом и кореографом балета из Сплита тако што је њена бака (с мајчине стране) рођена сестра Ане Роје.

## Дискографија
- 1983 — Хајде да се мазимо (као певачица групе „Море“)
- 1985 — Тигрица (Дорис и Море) (златни албум)
- 1986 — Жељо моја (платинасти албум)
- 1987 — Тужна је ноћ (платинасти албум)
- 1987 — Твоја у души (дијамантски албум)
- 1988 — Пјевај срце моје (платинасти албум)
- 1989 — Буди се дан (платинасти албум)
- 1990 — Највећи хитови (1986—1990)
- 1992 — Дајем ти срце
- 1993 — Испуни ми задњу жељу
- 1995 — Бакље Ивањске
- 1996 — Рођендан у Загребу (уживо)
- 1997 — Живим по свом
- 1999 — Крајем вијека
- 2000 — Лице
- 2001 — 20 година с љубављу (компилација најбољих балада)
- 2002 — Мало ми за срићу триба
- 2007 — The Platinum Collection (компилација)
- 2009 — Ја вјерујем
- 2010 — Најљепше љубавне пјесме (компилација)
- 2014 — The Best Of Collection (компилација)
- 2014 — Дорис - концерт у Лисинском (уживо)
- 2016 — Дорис - Спаладиум Арена (уживо)
- 2019 — Original Album Collection (бокс сет шест албума)[8]

## Фестивали

### Опатија
- Капуцинер (као вокал групе Море), '84
- Дора, Опатија - Жељо моја / Ти си моја љубав стара (Гошћа ревијалне вечери фестивала), '93
- Дора, Опатија - Ти / Тако је добро / Што ми вриједи рано лећи / Нећу пропаст' ја (Гошћа ревијалне вечери фестивала), '96
- Дора, Опатија - Марија Магдалена, победничка песма / Евросонг, 4. место, '99
- Дора, Опатија - На свијету све (Гошћа ревијалне вечери фестивала), '99
- Дора, Опатија - Марија Магдалена (Гошћа ревијалне вечери фестивала), 2000

### Сплит
- Рибар (као вокал групе Море и дует са Владимиром Савчићем Чобијем), '82
- Каријола (као вокал групе Море), '83
- Мики Маус (као вокал групе Море), '84
- Бијела птица (као вокал групе Море, вече Устанак и море), '84
- Терет љубави, прва награда стручног жирија, 2003
- Свит не море знат, 2008
- Ластавица (Вече Јакше Фјаменга), 2015
- Зар је вољети гријех (Вече сплитског ноктурна Јакше Фјаменга), 2015
- Терет љубави (Вече ретроспективе поводом 60 година сплитског фестивала), 2020

### Мелодије хрватског Јадрана, Сплит
- Ово је наша крв, прва награда публике, '94
- Једини, прва награда стручног жирија, '95
- Врати се, прва награда публике и прва награда стручног жирија, победничка песма, '96
- Дођи, трећа награда публике, '97
- Као ти, трећа награда публике и награда за интерпретацију, '98
- Судњи дан (са групом Магазин), друга награда публике и награда за интерпретацију, '99
- Краљ, друга награда стручног жирија, 2000
- Мајко / Ја не могу друго него да је љубим (Вече посвећено Зденку Руњићу поводом 40 година каријере), 2001
- Мало ми за срићу триба, прва награда стручног жирија и трећа награда публике, 2002

Загреб
- Стерео (као вокал групе Море), '84
- Нити кунем, нити молим, '99

### Каиро, Египат
- Антонио и Клеопатра, '85

### Југословенски избор за Евросонг
- Жељо моја, Приштина '86, победничка песма / Евросонг, 11. место, '86

### Међународни фестивал Чешме, Турска
- Анита (на енглеском језику), победничка песма, '87

### Цавтат фест
- Кап весеља, '90

### Задар
- Ти, друга награда публике, '95
- Нешто што је од Бога, '96
- Неспокој, прва награда стручног жирија, '97
- То, трећа награда стручног жирија, '98
- Робујем, 2000
- Није ми вриме, прва награда стручног жирија, 2002

### Хрватски радијски фестивал
- Петак (Вече легенди), 2001
- Криви људи, 2002

### Руњићеве вечери, Сплит
- Зелену грану с тугом жута воћа, 2001
- Зелену грану с тугом жута воћа, 2005
- Романца, 2010

### Мелодије Јадрана, Сплит
- Брод за набоље / Судњи дан / Једини / Жељо моја (Вече нових песама фестивала - Хит лета, гошћа ревијалног дела фестивала), 2023
- Копље љубави (Вече нових песама фестивала - Хит лета), 2024
- Кад застор ми падне (Вече нових песама фестивала - Хит лета), 2025